# إيمي ميلر
إيمي ميلر هي فارسة ‏ كندية، ولدت في 14 فبراير 1977.

## وصلات خارجية
- إيمي ميلر على موقع الاتحاد الدولي للفروسية (الإنجليزية)
- إيمي ميلر على موقع FEI (رابط بديل) (الإنجليزية)
- إيمي ميلر على موقع أوليمبيديا (الإنجليزية)
- إيمي ميلر على موقع اللجنة الأولمبية الكندية (الإنجليزية)